# Almond, New York
Almond är en kommun i Allegany County i delstaten New York, USA.